# (2224) Tucson
(2224) Tucson ist ein Asteroid des Hauptgürtels, der am 24. September 1960 vom niederländischen Forscherteam Cornelis Johannes van Houten, Ingrid van Houten-Groeneveld und Tom Gehrels im Rahmen des Palomar-Leiden-Surveys entdeckt wurde.
Der Name des Asteroiden ist von der US-amerikanischen Stadt Tucson im Bundesstaat Arizona abgeleitet.